# Patrice Lumumba
Patrice Emery Lumumba (Katako-Kombé (Kasai), 2. srpnja 1925. - Katanga, 17. siječnja 1961.), prvi legalno izabrani premijer Demokratske Republike Kongo.

## Životopis
Rodio se u mjestu Onalua u pokrajini Kasai. Bio je jedno od četvero djece svojih roditelja. Obrazovao se u protestantskoj osnovnoj školi, katoličkoj misionarskoj školi i školi za poštare. Radio je u Kinshasi i Kisanganiju. Imao je ženu i petero djece.
Borio se za neovisni Kongo, pa je često bio po zatvorima. Jednom su ga uhitili, a njegovi sljedbenici su uhitili sve Belgijance i zaprijetili da će nekima od njih odrubiti glave, ako se Lumumba ne pusti u roku od 48 sati.
Vatreni govornik, nakon što ga je otpustio predsjednik Joseph Kasavubu, pokušao je uzvratiti udarac, ali nije uspio.
Uhitili su ga vojnici odani Mobutuu. Često su ga brutalno tukli, a odveden je u pokrajinu Katangu, čiji je predsjednik Moise Tshombe bio zakleti Lumumbin neprijatelj. Ubijen je s još dva suradnika, a na vlasti je bio 67 dana.